# Edith Evans
Edith Mary Evans, DBE (Londres, 8 de fevereiro de 1888 — Kent, 14 de outubro de 1976) foi uma atriz britânica. Ela era conhecida por seu trabalho no teatro britânico. Ela também apareceu em vários filmes, pelo qual recebeu três indicações ao Oscar, além de uma vitoria no BAFTA e no Globo de Ouro.

## Carreira

### Teatro
Edith Evans nasceu em Londres, filha de Edward Evans, um funcionário público, e sua esposa, Caroline Ellen Foster. Seu primeiro papel em uma peça baseada em Shakespeare no papel de Viola em Noite de Reis em outubro de 1910. Em 1912, ela foi descoberta pelo famoso produtor William Poel e fez sua primeira aparição profissional para Poel em agosto do mesmo ano, interpretando o papel de Gautami em um sexto do século hindu clássico, Sakuntala. 
Em sua carreira que durou sessenta anos, durante o qual ela atuou em mais de 150 funções diferentes, nas obras de Shakespeare, Congreve, Ibsen, Wycherley, Wilde e dramaturgos de sua época, incluindo George Bernard Shaw, Bagnold Enid, Christopher Fry, e Noël Coward. Entre suas performances mais marcantes estão Millamant em The Way of the World (1924), Rosalind em As You Like It (1926 e 1936), a enfermeira em Romeu e Julieta (1932, 1934, 1935 e 1961), e, mais notavelmente, como Lady Bracknell em The Importance of Being Earnest (1939). Em 1964, ela apareceu como Judith Bliss em um revival de Hay Fever por Noël Coward, dirigido pelo dramaturgo si mesmo, para a Companhia de Teatro Nacional no Old Vic.

### Cinema
Edith Evans começou sua carreira no cinema em 1915, mas foi notada principalmente por seu trabalho de palco, até que ela apareceu nos filmes de 1949 The Queen of Spades e Os Últimos Dias de Dolwyn. Ela era o Espírito do Natal Passado na versão musical de Scrooge (1970) estrelado por Albert Finney. Evans foi particularmente eficaz em retratar arrogantes senhoras aristocráticas, como em dois de seus papéis mais famosos: Lady Bracknell, em The Importance of Being Earnest (tanto no palco e no filme de 1952), e Miss Ocidental no filme Tom Jones (1963). Mas recebeu aclamação da critica ao interpretar uma pobre velha em The Whisperers (1967).

## Filmografia
| Ano  | Filme                           | Papel                       | Notas |
| ---- | ------------------------------- | --------------------------- | --- |
| 1915 | Honeymoon for Three             |                             | |
| 1915 | A Welsh Singer                  | Mrs. Pomfrey                | |
| 1916 | East Is East                    | Aunt                        | |
| 1949 | The Queen of Spades             | The Old Countess Ranevskaya | |
| 1949 | The Last Days of Dolwyn         | Merri                       | aka Women of Dolwyn |
| 1952 | The Importance of Being Earnest | Lady Augusta Bracknell      | |
| 1958 | Look Back in Anger              | Mrs. Tanner                 | |
| 1959 | The Nun's Story                 | Rev. Mother Emmanuel        | National Board of Review Award de Melhor Atriz Coadjuvante Indicada - Globo de Ouro de melhor atriz coadjuvante em cinema |
| 1963 | Tom Jones                       | Miss Western                | Indicada - Oscar de Melhor Atriz Coadjuvante Indicada - BAFTA de Melhor Atriz Coadjuvante |
| 1964 | The Chalk Garden                | Mrs. St. Maugham            | National Board of Review Award de Melhor Atriz Coadjuvante Indicada - Oscar de Melhor Atriz Coadjuvante Indicada - BAFTA de Melhor Atriz Coadjuvante |
| 1965 | Young Cassidy                   | Lady Gregory                | |
| 1967 | The Whisperers                  | Mrs. Maggie Ross            | BAFTA de Melhor Atriz Principal Globo de Ouro de Melhor Atriz em Filme - Drama New York Film Critics Circle Award de Melhor Atriz National Board of Review Award de Melhor Atriz Principal Urso de Prata de Melhor Atriz Principal Indicada - Oscar de Melhor Atriz |
| 1967 | Fitzwilly                       | Miss Victoria Woodworth     | |
| 1968 | Prudence and the Pill           | Lady Roberta Bates          | |
| 1969 | The Madwoman of Chaillot        | Josephine                   | |
| 1969 | Crooks and Coronets             | Lady Sophie Fitzmore        | |
| 1970 | Scrooge                         | Espírito do Natal Passado   | |
| 1973 | A Doll's House                  | Anne-Marie                  | |
| 1973 | El caballo torero               |                             | |
| 1974 | Craze                           | Aunt Louise                 | |
| 1976 | The Slipper and the Rose        | Dowager Queen               | |
| 1977 | Nasty Habits                    | Irmã Hildegard              | |